# Cliff Edwards
Clifton Avon Edwards, noto anche con il soprannome Ukulele Ike, detto Cliff (Hannibal, 14 giugno 1895 – Los Angeles, 17 luglio 1971), è stato un attore, cantante e doppiatore statunitense.

## Biografia
Nacque ad Hannibal nel Missouri il 14 giugno 1895.
All'età di 14 anni, interruppe la scuola per andare a St. Louis ed iniziare una carriera di cantante nel vaudeville. Debuttò nel cinema con il film La compagnia d'assalto (1929), versione sonora di Marianne (1929)
Soprannominato Ukulele Ike, lavorò come attore dal 1929 fino alla sua morte. Fu anche doppiatore Disney e il suo ruolo vocale più noto fu quello del Grillo parlante in Pinocchio, dove la versione di "When You Wish Upon a Star" di Edwards è probabilmente la sua eredità più famosa. Diede anche la voce a Dandy Crow, il leader del gruppo di corvi in Dumbo che aiutano e insegnano all'omonimo Morì il 17 luglio nel 1971 all'età di 76 anni, in seguito ad un arresto cardiaco, provocato da un'arteriosclerosi. 
Vita privata
Non ha mai avuto figli. Ha avuto tre mogli, ma tutti i suoi matrimoni sono finiti con il divorzio. Le sue mogli sono state Gertrude Ryrholm, Irene Wylie e Judith Barrett.
Spettacoli teatrali:
- The Mimic World [1921] (Broadway, 17 agosto 1921-10 settembre 1921)
- Lady, Be Good! (Broadway, 1º dicembre 1924-12 settembre 1925)
- Ziegfeld Follies of 1927 (Broadway, 16 agosto 1927-7 gennaio 1928)
- George White's Scandals [1936] (Broadway, 25 dicembre 1935-28 marzo 1936)

## Filmografia parziale

### Attore
- Hollywood che canta (The Hollywood Revue of 1929), regia di Charles Reisner (1929)
- La compagnia d'assalto (Marianne), regia di Robert Z. Leonard (1929)
- Fatemi la corte (So This Is College), regia di Sam Wood (1929)
- Lord Byron of Broadway, regia di Harry Beaumont e William Nigh (1930)
- Un marito fuori posto (Montana Moon), regia di Malcolm St. Clair (1930)
- Amore bendato (Children of Pleasure), regia di Harry Beaumont (1930)
- Cow boy per forza (Way Out West), regia di Fred Niblo (1930)
- Good News, regia di Nick Grinde (1930)
- La banda dei fantasmi (Remote Control), regia di Nick Grinde, Edward Sedgwick e Malcolm St. Clair (1930)
- La via del male (Dance, Fools, Dance), regia di Harry Beaumont (1931)
- The Prodigal, regia di Harry A. Pollard (1931)
- Il fallo di Madelon Claudet (The Sin of Madelon Claudet), regia di Edgar Selwyn (1931)
- Fiamme sul mare (Shipmates), regia di Harry A. Pollard (1931)
- Take a Chanche, regia di Monte Brice e Laurence Schwab (1933)
- Il paradiso delle stelle (George White's Scandals), regia di Thornton Freeland, Harry Lachman, George White (1934)
- Saratoga, regia di Jack Conway (1937)
- Via col vento (Gone with the Wind), regia di Victor Fleming (1939)
- La signora del venerdì (His Girl Friday), regia di Howard Hawks (1940)
- Terra di conquista (American Empire), regia di William C. McGann (1942)

### Doppiatore
- Pinocchio, regia di Hamilton Luske, Ben Sharpsteen, Bill Roberts, Norman Ferguson, Jack Kinney, Wilfred Jackson e T. Hee (1940)
- Dumbo - L'elefante volante, regia di Ben Sharpsteen, Norman Ferguson, Wilfred Jackson, Bill Roberts, Jack Kinney e Samuel Armstrong (1941)
- Bongo e i tre avventurieri (Fun and Fancy Free), regia di Jack Kinney, Bill Roberts, Hamilton Luske e William Morgan (1947)

## Doppiatori italiani
- Carlo Romano in Pinocchio
- Lauro Gazzolo in Dumbo
- Riccardo Billi in Bongo e i tre avventurieri